# Phrictaetypus viridis
Phrictaetypus viridis är en insektsart som beskrevs av Brunner von Wattenwyl 1898. Phrictaetypus viridis ingår i släktet Phrictaetypus och familjen vårtbitare. Inga underarter finns listade i Catalogue of Life.